# Parasitoid

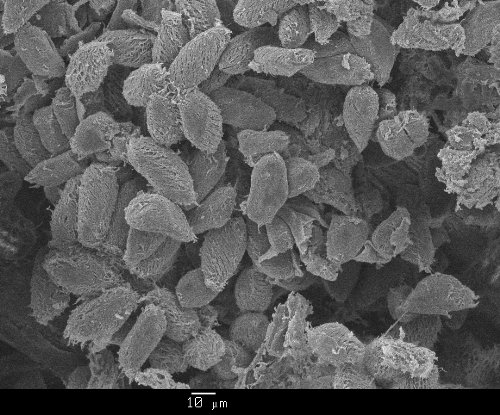
SEM-bild av endoparasitoida ciliater av släktet Collinia, som kan orsaka massdöd hos krill.

En parasitoid är en organism som tillbringar en betydande del av sin livscykel fäst vid eller inuti en värdorganism i ett förhållande som är i grunden parasitiskt. Till skillnad mot en äkta parasit dödar eller steriliserar den till slut sin värd (som ibland förtärs). Parasitoider liknar därför äkta parasiter, bortsett från de mera ödesdigra prognoserna för värden, och kan betraktas som ett mellanting mellan parasiter och rovdjur.

## Definitioner och kännetecken
Uttrycket parasitoid myntades 1913 av den tyske författaren Odo Morannal Reuter (och överfördes till engelska av hans recensent William Morton Wheeler) för att beskriva livsstrategin att under utvecklingsfaserna leva i eller på kroppen av en värd som slutligen dödas, varefter den vuxna individen sedan är frilevande. Sedan dess har begreppet generaliserats och dess användning vidgats.
I praktiken är det inte alltid nödvändigt att särskilja parasitoider från parasiter och det är inte alltid möjligt att dra en skarp gräns mellan dem. Men, när ett särskiljande är önskvärt så är ett typiskt parasitiskt förhållande ett där parasiten och värden samverkar så att det inte går ut över värdens överlevnad och inte nämnvärt påverkar dennes fortplantningsförmåga. I de flesta sådana förhållanden tillförs parasiten tillräckligt med näringsämnen eller andra resurser utan att det hindrar värden från att föröka sig. I motsats till detta är ett parasitoidalt förhållande ett där den utnyttjande organismen dödar eller steriliserar värden, i typiska fall innan denne kunnat föröka sig. En icke-dödlig parasit kallas ibland biotrof, medan, om ett parasitoidalt förhållande betraktas som en typ av parasitism, kallas parasitoiden nekrotrof. Fastän termerna nekrotrofi och biotrofi är allmänt tillämpbara används de i praktiken mest inom sjukdomar orsakade av mikroorganismer och speciellt inom mykologi.
Om en organism steriliserar sin värd utan att döda den så blir frågan om huruvida det är en parasitoid eller parasit beroende på sammanhang och vad man föredrar. Ofta är det en tillfällighet om en parasit förhindrar värdens fortplantning, men olika former av systematisk parasitisk kastration förekommer bland parasitoider och många sådana strategier är mycket sofistikerade. Parasiter och parasitoider bland kräftdjur (både som parasit(oid) och värd) hyser många intressanta fall.
Proteleiska är en term som olika författare använder för att beteckna organismer som lever som parasiter endast under sina tidiga tillväxtfaser - i typiska fall uppträder de som inre parasiter varefter de avslutar den parasitiska fasen med att döda värdorganismen, lämnar denna, med eller utan en mellanliggande diapaus eller metamorfos, och fortsätter som frilevande adulta.
Proteleiska organismer betraktas allmänt som en speciell typ av parasiter, eller vanligare, parasitoider. De mest typiska exemplen är parasitoida steklar, tvåvingar, vridvingar och några andra insektsgrupper. Vissa som inte nödvändigtvis dödar värden, som vridvingarna, kan likväl betraktas som parasitoider eftersom de i allmänhet steriliserar värden. För det mesta är sådana insekter holometabola (har fullständig förvandling). Det är rimligt att betrakta holometaboli som en preadaptation till ett proteleiskt levnadssätt eftersom det innebär att deras larvstadium skiljer sig drastiskt från deras livssätt som vuxna, både funktionellt och morfologiskt.
Idiobionta parasitoider är sådana som förhindrar vidare utveckling av värden efter att inledningsvis ha gjort den orörlig och, nästan undantagslöst, utvecklas på värdens utsida. Koinobionta parasitoider tillåter värden att fortsätta sin utveckling medan de livnär sig på den och kan parasitera alla utvecklingsstadier hos värden. Koinobionter kan i sin tur uppdelas vidare i endoparasitoider, som utvecklas inne i värdens kropp, och ektoparasitoider, som utvecklas utanför värdens kropp, men parasitoider är ofta fästa vid eller inbäddade i värdens vävnader.
Det är ganska vanligt att en parasitoid själv tjänar som värd för en annan parasitoids avkomma. Den senare kallas då ofta hyperparasit, men i de flesta fall är denna term något missvisande eftersom både värden och den primära parasitoiden dödas. En bättre term torde vara sekundär parasitoid eller hyperparasitoid.
De mest kända specialiserat hyperparasitoiderna finns bland steklarna, men ett hyfsat antal tillfälliga fall av hyperparasitism uppstår när en värd hyser flera gäster och ransonerna tryter. Några köttflugor i underfamiljen Miltogramminae, till exempel arter av släktet Craticulina, är kleptoparasiter på steklar av underfamiljerna Bembicinae och Philanthinae (båda för närvarande placerade i familjen Crabronidae). Båda dessa underfamiljer brukar bygga botunnlar i sand, i vilka de stuvar byten som flugor och bin, alltefter art. Kleptoparasitiska flugor som Craticulina är mycket mindre än värdstekeln och lägger sina ägg på bytet när värden återvänder till boet. Fluglarverna är små, men växer fortare än stekellarverna, och är där många fluglarver kan stekellarven duka under av undernäring och själv bli uppäten.
Som beskrivs nedan är vissa insekter, som några tillhörande Trigonalidae, till skillnad mot ovan, inte bara specialiserade hyperparasitoider, utan har utvecklat avancerade beteendemässiga adaptationer härför.
Märk än en gång att det inte finns någon klar skillnad mellan begreppen parasitisk och parasitoidal. Många äkta parasiter kan orsaka värdens död om de till exempel uppträder i stora antal, om värden är i dålig kondition eller om andra omständigheter uppstår såsom sekundära infektioner. Så kan exempelvis blodsugande kvalster ibland infestera fågelungar, till exempel av svalor, så att de inte blir flygga.
Infestationer av andra kvalster kan orsaka olika typer av skabb hos däggdjur. Skabbkvalster tillhör vanligen familjerna Demodicidae som orsakar demodikos, Sarcoptidae som orsakar skabb hos bland annat människa, hund och räv samt Psoroptidae som orsakar skabb hos får och kaniner. Allvarlig skabb kan försvaga djur så pass att de inte kan livnära sig och under oturliga omständigheter kan de dö.
Vissa arter av Ixodes, speciellt Ixodes holocyclus, kan injicera neurotoxiner i sina värdar och dödar ibland hundar om ägarna inte är tillräckligt uppmärksamma och Mjuka fästingar (Argasidae) kan orsaka en fatal förgiftning av en värd (som en häst) som sökt vila på en infesterad skuggig plats. Å andra sidan förkortar vissa parasitoider livet på, eller begränsar befruktningen för, sina värdar utan att nödvändigtvis döda dem direkt. Nästan varje sjukdom som orsakas av mikroorganismer kan definieras som en form av parasitism och ibland kan man betrakta dem som klart parasitoida. Vad gäller exempelvis rabies orsakar de till slut fatala effekterna på det centrala nervsystemet hos vissa värdar ett beteende som gynnar spridningen av sjukdomen till nya värdar. Ett motargument är att om värdens död inte vare sig är en logisk, nödvändig eller ens en önskvärd följd ur parasitens synvinkel, bör förhållandet betraktas som parasitiskt snarare än parasitoidalt. Detta skulle då gälla fall som exempelvis skabb och sjukdomar där det levande offret fungerar som en naturlig reservoar eller till och med en vektor.
Extremformerna av kategorierna parasitisk och parasitoidal är åtskilda - det råder inget tvivel om att larven av en vägstekel beter sig mer som en parasitoid, eller till och med predator, än en parasit och på samma sätt är de små svidknott som suger blod från bland annat människor ordinära ektoparasiter. Det finns dock ett kontinuum av mellanformer och betingade förhållanden om sammanlänkar kategorierna på nästan varje tänkbart sätt. Detta är i praktiken inget problem vad gäller terminologi, termerna är användbara i speciella sammanhang och värdelösa om de felaktigt används där de orsakar förvirring. Många exempel på arter som tekniskt är parasitoida, åtminstone fakultativt, betecknas i allmänhet inte som parasitoida. Många sjukdomar som orsakas av mikroorganismer och de ovannämnda mjuka fästingarna utgör instruktiva exempel härpå.
Dessa exempel gör inte listan av luddiga definitioner fullständig, eftersom parasitioderna på den andra sidan har en glidande övergång mot predatorer. Skillnader mellan olika typer av midjesteklar erbjuder passande exempel. Rovlevande sociala steklar, till exempel sociala getingar, fångar flugor, larver och liknande som de tar hem till boet som föda åt avkomman. Definitionsmässigt är detta ren predation. Vissa solitära steklar, som till exempel bivargar, sticker sitt byte (ibland dödligt) innan de sparar det i ett bo eller håla som föda åt avkomman. Detta är också ganska klar predation.
De mest kända proteleiska solitära grävsteklarna sticker däremot bytet för att paralysera det innan det lagras åt avkomman i boet. Larverna förtär sedan det paralyserade, men fortfarande levande, bytet och ibland på ett sådant sätt att bytet skall hålla sig levande, och därmed färskt, så länge som möjligt. Vissa forskare anser att ett sådant beteende har ett mycket starkt inslag av parasitoiditet. Denna syn grundar sig på att de unga larverna börjar med små "utsnitt" som vilken parasit som helst, men allteftersom larven växer ökas takten så att de lika gärna kan betraktas som predatorer.
Andra steklar paralyserar bytet i den omgivning det lever (till exempel i en växt) innan de lägger sina ägg i närheten. Den nykläckta larven attackerar och livnär sig sålunda på det paralyserade bytet i bytets egen livsmiljö. Vissa solitära parasitoida insekter lägger sina ägg direkt på det levande bytet och många olika konsumtionssätt kan förekomma, medan andra parasitoider lägger sina ägg på ställen där larverna själva får leta upp bytet när de kläcks. Exempel inkluderar flugor i familjerna parasitflugor (Tachinidae) och svävflugor (Bombyliidae). Den fysiologiska och strategiska finstämdheten i sådana förhållanden, oavsett de är parasitoida eller parasitiska, är ofta imponerande.
Det är ingen större vits att dra godtyckliga gränser mellan sådana vaga och ofta varierande levnadssätt. I varje ekologisk eller etologisk studie får sammanhanget bestämma hur termerna används, eftersom sådana studier ofta inte behöver använda samma terminologi. Det viktiga är att det i varje sammanhang klart framgår hur termerna används och att användandet sker på ett tydligt, användbart och relevant sätt.

## Parasitoidtyper
Parasitoida förhållanden förefaller att huvudsakligen förekomma hos organismer med en snabb fortplantningshastighet, såsom insekter och (kanske mera sällan) kvalster eller nematoder. Det har påpekats att parasitoider ofta har utvecklats nära tillsammans med sina värdar, vilket är odiskutabelt. Man måste dock hålla i minnet att samevolution måste i än högre grad förväntas hos de mera finstämda typerna av parasitiska förhållanden, och avancerad samevolution förekommer även i utvecklade förhållanden mellan predatorer och byten.
När man använder termen parasitoid är det vanligt att man tänker på parasitoida insekter som parasitflugor och vägsteklar och vissa författare diskuterar inga andra former av parasitoida förhållanden. Det är dock mera realistiskt att betrakta även andra typer av levnadssätt som parasitoida. I allmänhet finns det ingen logisk grund för att utesluta en bredare definition. Till exempel är många nematoder viktiga parasitoider på insekter, snäckor och liknande kommersiellt viktiga skadegörare och under gynnsamma förhållanden förökar de sig i värddjuret tills det av detta bara återstår ett maskfyllt skal.
Andra organismer som kan kvalificera sig som parasitoider innefattar vissa puppglanssteklar av släktet Trichilogaster vars galler förhindrar att frukter utbildas hos träd av släktet Acacia, frövivlar som angriper frön, vissa växter som huvudsakligen anses som parasitiska, många svampar, en del bakterier och även virus (till exempel bakteriofager) och som villkorslöst förstör sina värdar eller hindrar deras reproduktion.
Inte alla sådana organismer beter sig regelbundet såhär parasitoidalt . Till exempel uppvisar vissa bakteriofager komplexa cykler där fager frisläpps explosionsartat, men bara efter intervall på många värdgenerationer, medan andra bakterievirus produceras jämnt i ganska harmlösa antal.
Den tydligaste formen av fullt funktionella parasitoider är de som i likhet med steklar och flugor konsumerar sina värdar lika fullständigt som en spindel eller annat rovdjur, som ju rätt och slätt äter upp sitt byte, men det finns å andra sidan många parasitoider som förvisso oftast eller alltid dödar sin värd, men inte förtär så mycket av den. Denna synbarligen slösaktiga strategi kan ibland förklaras med att värden/bytet inte kan komma undan eller försvara sig. I andra fall kan det som återstår av värden vara för svårätet eller näringsfattigt. Till exempel är vissa puckelflugor, sådana som Apocephalus, parasitoider på speciella arter av myror. Olika arter angriper olika släkten som Pheidole, Eldmyror, Paraponera och bladskärarmyror av släktet Atta. Fluglarverna äter dock huvudsakligen innehållet i myrornas huvud och struntar i resten (flugorna kallas "zombieflugor" eftersom de skapar "zombier" av värden). Föräldraflugan väljer ut de största arbetsmyrorna, som har rätt storlek på huvudet för att producera en ny luga. Möjligen innehåller huvudet den mest koncentrerat näringsrika muskel- och nervvävnaden. man kan också tänka på rabiesvirus eller de ovannämnda mjuka kvalstren. Båda leder oftast till döden för värden, men efter att bara en blygsam del av resurserna hos denna konsumerats.

## Inflytande på värdens beteende

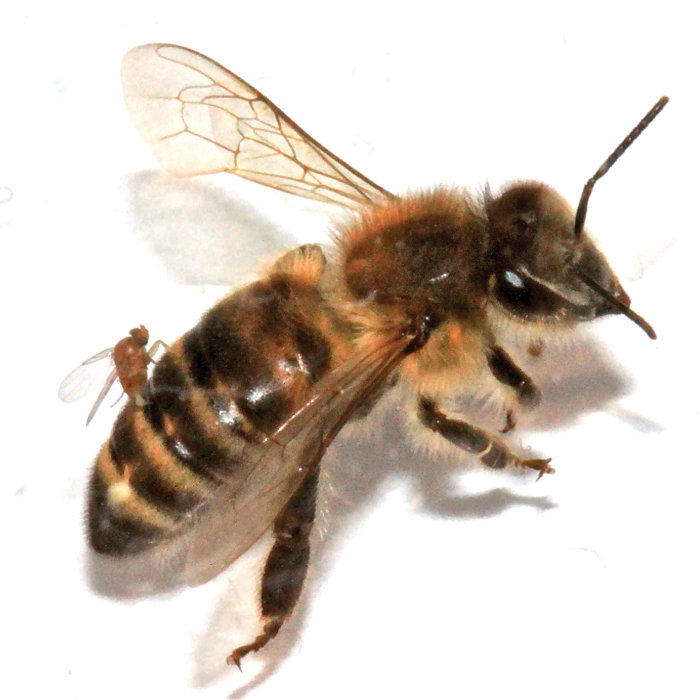
En hona av "Zombieflugan" Apocephalus borealis som lägger ägg i bakkroppen på en arbetare av honungsbi.

Som en annan strategi påverkar vissa parasitoider värdens beteende på ett sätt som gynnar parasitoidens spridning, ofta till priset av värdens liv. Ett spektakulärt exempel är endoparasitoiden den lilla leverflundran som får värdmyror att dö fastklamrade vid toppen av ett grässtrå där betesdjur kan få dem i sig, så att den parasitoida leverflundran kan nå sin slutvärd och föröka sig i dess lever. På ett liknande sätt får de vridvingar som är parasiter på myror dessa att klättra upp i toppen på grässtrån, vilket gynnar den vuxna vridvingen när den tar sig ut ur myran. Andra arter av endoparasiter får infekterade gråsuggor och landlevande märlkräftor (som tångloppor) att röra sig i öppen terräng under dagtid, där predatorer som fåglar kan fånga dem så att parasitoidens livscykel kan fullbordas.
I fallet rabies skulle man kunna rationalisera värdens död på samma sätt. Viruset påverkar värdens centrala nervsystem med, i slutänden, fatal effekt. Detta kan ses som att en del av virusets spridningsstrategi är påverkan av värdens beteende. Liknande principer kan även gälla för Vibrio cholerae (kolerabakterien) och andra, ofta fatala, enteriska patogener som orsakar inte bara diarré, utan också dehydrering och törst, och sprids genom kontamination av vattenkällor.
För mjuka fästingar kan den förlamning de framkallar ses som en påverkan av beteendet som hindrar värden från att ge sig av medan de äter, vilket de gör mycket snabbt och i stora antal, och vissa arter kommer fram ur sina gömslen nattetid. Andra arter gömmer sig i sandfläckar i trädens skugga på halvökenlika platser som Kalahari och kommer fram så snart ett större djur lägger sig till vila i skuggan under de heta dagstimmarna.
Hos parasitiska fåglar som gökar är ungarnas tiggläten kraftigare, gapen större och tiggbeteendet kraftigare för att utlösa en kraftigare respons från föräldrarna. Till följd härav svälter ofta "styvföräldrarnas" egna ungar ihjäl, även om de inte blir utkastade ur boet.

## Parasitoida mikroorganismer
Som nämnts ovan förtär några mikroorganismer endast en liten del av värdens resurser trots att denne dör, men det finns även andra parsitoidala strategier bland mikroorganismer. En mera ekonomisk typ förekommer hos många mikrober som orsakar sjukdomar hos olika evertebrater som insekter. Den mest notoriska kan vara mikrosporidios i form av pébrine hos silkesmaskar som är mycket smittsam och offrets vävnader innehåller mängder av sporer. Större delen av värdens resurser har här utnyttjats för att föröka och sprida parasitoidens avkomma. På liknande sätt förökar sig många virus och bakterier inuti en värdcell ända tills den spricker, under det att i princip alla cellens resurser utnyttjats.
Parasitoida svampar, som arter av ordningen Entomophthorales, driver denna strategi till sin spets. Efter att ha infekterat och dödat en insekt fortsätter de att växa på kvarlevorna och producera sporer så länge som det finns några resurser kvar. Härigenom påminner de om de ovannämnda nematoderna hos snäckor och insekter.

## Parasitoida växter
Det finns även parasitoida växter. Olika arter av snärjor (Cuscuta) parasiterar på ett stort antal olika växter och försvagar eller dödar de grenar de infekterar och ofta dör hela värdväxten.
Växter inom sandelträdsordningen (Santalales), med familjer som Loranthaceae och Santalaceae (den senare med de svenska arterna mistel och spindelört), ansamlas ofta på värdväxter som med tiden förtvinar och till slut dör, ofta efter flera årtionden. I udda fall kan den halvparasitiska växten tillföra tillräckligt med näringsämnen för att underhålla värdens rotsystem i flera år efter att värdens levande skott försvunnit.
Ett besläktat fall är när den parasitoida växten inte är en parasit i vanlig bemärkelse men icke deto mindre utnyttjar värdens resurser i form av utrymme, stöd och ljus. De bäst kända exemplen på detta är strypfikusar. Några av dem växer på och runt värdträdets stam och grenar och klämmer eller skymmer det från ljus tills det, kanske efter årtionden, dör. Stryparfikusen ersätter slutligen fullständigt värden allteftersom dess stam ruttnar och lämnar ett hålrum.

## Parasitoida kräftdjur
Kräftdjuren visar prov på en överraskande mängd olika parasitoida arter och strategier. Som fallet är med hos många andra parasitoider är dödandet ofta "oavsiktligt". Till exempel lever honorna av gällössen på gälarna hos fiskar. Den skada de gör är ofta fatal eftersom fiskens andningsförmåga kan reduceras kraftigt, men sådana dödsfall måste betraktas som oavsiktliga då de ju inte gynnar gällössen.
Ett anmärkningsvärt rankfotingssläkte är Sacculina. De bokstavligen borrar sig in i en passande krabba och genomgår en komplicerad omvandling till vad som kan betraktas som en "äggläggande säck". Vidare förhindrar de värdens fortplantning (parasitisk kastration), vilket kvalificerar dem som parasitoider snarare än bara parasiter.
De ovanstående exemplen är bara ett smakprov bland kräftdjuren.

## Parasitoida insekter

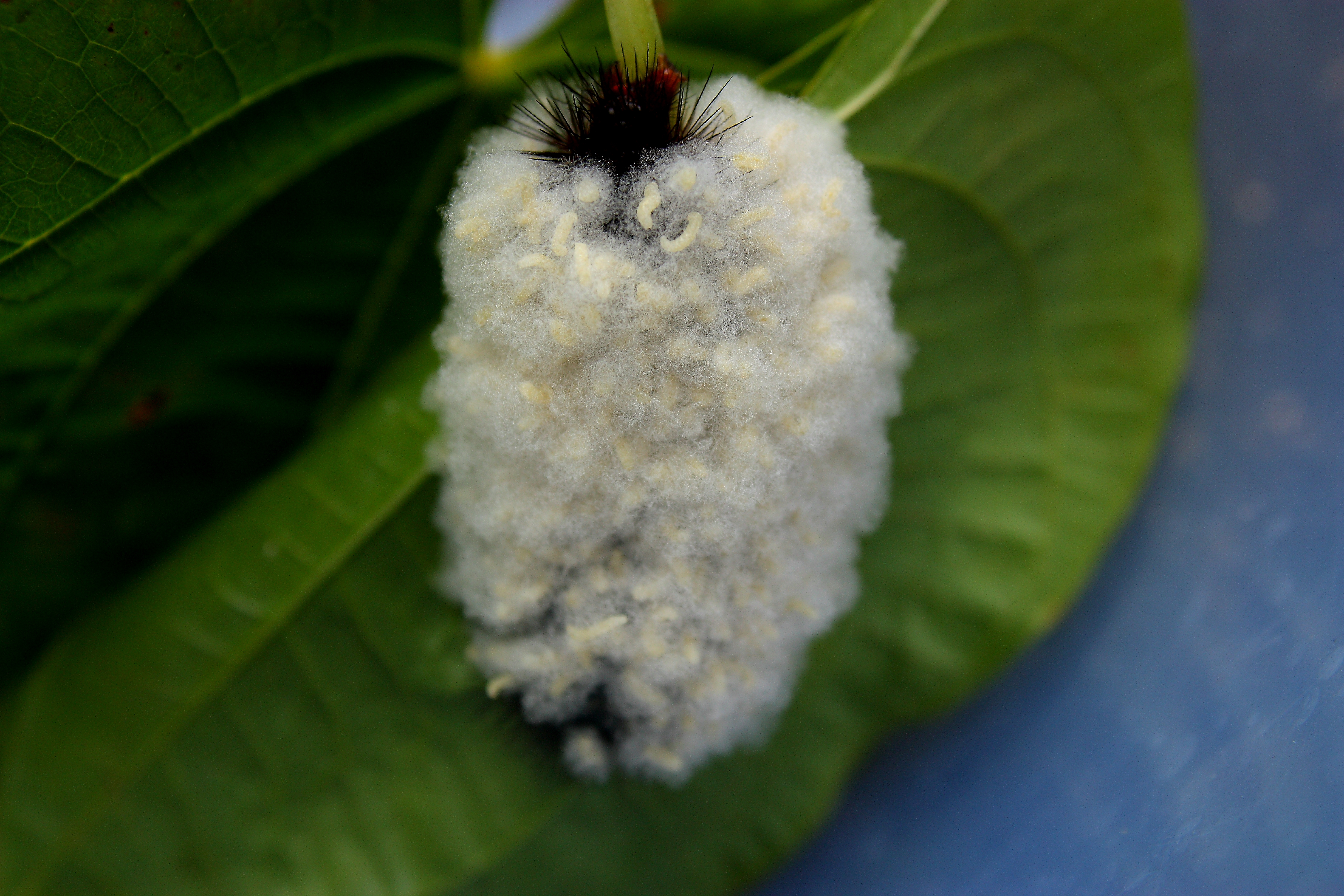
Kokonger av en stekel tillhörande familjen Braconidae på en larv av Hypercompe scribonia.

Ungefär 10% av alla beskrivna insektsarter är entomofaga parasitoider. Fyra sådana insektsordningar är speciellt kända, och klart dominerande är steklarna.
Den största och bäst kända gruppen utgörs av de så kallade "Parasitica" inom underordningen midjesteklar (Apocrita) och de största undergrupperna bland dessa är överfamiljerna glanssteklar (Chalcidoidea) och Ichneumonoidea, följda av Proctotrupoidea och Platygastroidea. Utanför Parasitica finns det många andra stekeltaxa som innehåller parasitoider, som exempelvis Chrysidoidea och Vespoidea, samt den ovanliga växtstekelfamiljen Orussidae. Fastän många parasitoider tillhör steklarna, finns det även parasitoider på steklar - till exempel Elasmus polistis som parasiterar på pappersgetingen Polistes exclamans  och andraPolistes-arter.
Bland tvåvingarna återfinns flera familjer som är parasitoider, varav den största är parasitflugorna (Tachinidae), men även mindre familjer som ögonflugor (Pipunculidae), stekelflugor (Conopidae), med flera. Andra familjer som inte huvudsakligen är parasiter eller parasitoider, eller åtminstone huvudsakligen proteleiska, innehåller en del proteleiska arter. Så har till exempel puckelflugorna (Phoridae) redan nämnts som parasitoider på myror och åtminstone några köttflugor (Sarcophagidae), såsom Emblemasoma auditrix är parsitoidala på cikador och har uppväckt intresse eftersom de lokaliserar sina värdar med hjälp av ljudet. Det kleptoparasitiska flugsläktet Craticulina har också nämnts ovan och är, åtminstone logiskt sett, att anse som proteleiskt.
Två andra insektsordningar med parasitoida medlemmar är vridvingarna, en liten grupp som består uteslutande av parasitoider (fast de steriliserar vanligen värden i stället för att döda den) och skalbaggarna, med åtminstone två huvudsakligen parasitoida familjer, Ripiphoridae och Rhipiceridae, samt kortvingesläktet Aleochara. En och annan grupp som tillhör andra ordningar kan också vara parasitoider och en av de mest remarkabla är fjärilsfamiljen Epipyropidae som är ektoparasitoider på stritar inom Fulgoroidea och Cicadoidea (Cikador). Fjärilssläktet Cyclotorna har ännu mer utvecklade vanor och börjar sitt larvstadium som parasiter på skinnbaggar, spinner sedan in sig i en kokong och omvandlas till en bredare och plattare larv, som producerar ett analsekret vilket får en speciell art av myra att bära med larven till sitt bo, där fjärilslarven sedan lever på myrornas larver och puppor, för vilket den producerar det omtyckta sekretet i utbyte.

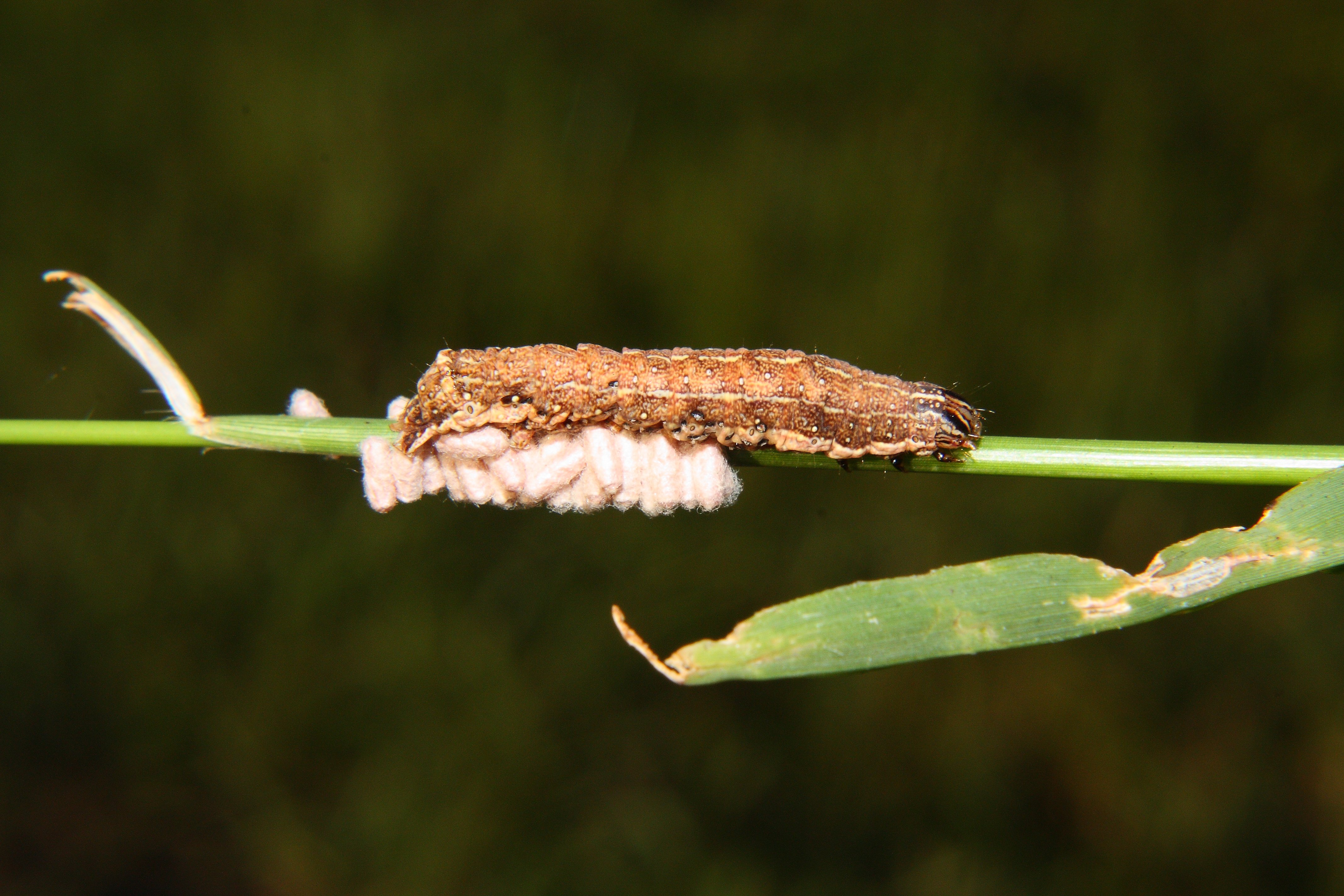
Koinobiont parasitoid på en fjärilslarv

Parasitoida steklar har ofta unika livscykler. Inom en familj, Trigonalidae, lägger honorna ägg i små fickor som de skär i kanten av blad med sitt äggläggningsrör. En larv som äter på dessa blad kan omedvetet komma att svälja några av äggen, som, när de kommer till larvens tarm, kläcks och stekellarven borrar sig sedan genom tarmväggen ut i kroppshålan. Senare söker de efter andra parasitoida larver som de attackerar och livnär sig på. När ägg av vissa trigonalider väl är i en fjärilslarv eller växtstekellarv, måste denna värd i sin tur bli fångad av en social stekel som tar sitt byte med till sitt bo matar sin avkomma med larven, Därefter kläcks trigonalidens ägg och trigonalidlarven livnär sig sedan på den sociala stekelns avkomma. Ett annat exempel är den parasitstekel som parasiterar på fjärilen Phengaris rebeli. Stekeln letar, med hjälp av luktsinnet, upp bon av myror av släktet Myrmica som redan parasiterats av fjärilens larver och lägger sina ägg i dessa larver. När väl stekellarverna kläcks kalasar de på den döda fjärilslarven.

## Parasitoidala och parasitiska ryggradsdjur
Kanske beroende på att de är mindre specialiserade och på att deras förhållande till värden är mindre uttalat än vad fallet är för många evertebrater är det ofta svårt att skilja mellan parasitism och parasitoidalitet hos ryggradsdjur och många förhållanden uppfattas inte omedelbart som parasitism. Men begreppet är så löst definierat att det kan tillämpas även inom vertebratbiologin.
Kleptoparasitism förekommer exempelvis överallt och utgör en begränsning för fortplantning och till och med överlevnad för åtskilliga predatorer bland ryggradsdjuren, speciellt under perioder av hungersnöd. Till exempel överlåter lejonhanar jakten på mindre farliga byten åt flockens honor. Dock kan hanar i flockar som specialiserat sig på mycket stora byten, som giraffer,  elefanter eller buffel bete sig annorlunda.
Ibland blir predatorer som geparder, leoparder och till och med lejon ivägjagade från sina byten av hyenor och hyenor kan ibland förfölja större predatorer så intensivt att dessa ägnar mer tid åt att jaga iväg hyenorna än åt bytesjakt.
Etologer kan mångdubbla exemplen på kleptoparasitism, såväl inom som mellan arter, från de minsta till största, och kan innefatta predation där rövaren är lika intresserad av äta upp jägaren som dess byte.
Det är inte enkelt att klassificera sådana här fall eftersom även andra faktorer ofta är inblandade. Så ger de lejonhanar som inte deltar i jakten, utan överlåter denna åt honorna, åtminstone ett ökat skydd mot hyenor och rivaliserande lejonhanar.
Kleptoparasitism förekommer i många andra former bland ryggradsdjur, men det är ovanligt att det leder till värdens död, vilket då gör att det inte är frågan om ett parasitoidalt beteende. Men under hård press och svåra omständigheter kan skador och svält orsaka minskad reproduktion eller till och med död.
Nejonögon uppvisar både parasitiskt och parasitoidalt beteende. Drygt hälften av arterna är inte parasitiska, men många arter lever som ektoparasiter på fiskar både i sött och salt vatten. De skrapar bort värdens hud och suger sedan blod, men vanligtvis är skadan bara ytlig. Men havsnejonögats skrapsår kan tränga så djupt in i köttet på värden, att förlusten av muskelvävnad och blod kan försvaga denna så att det påverkar dess fortplantning eller orsakar dess död.
Pirålar, rundmunnar liksom nejonögonen, är i stor utsträckning asätare och predatorer på större maskar och andra sådana organismer, men vissa arter attackerar också försvagade fiskar på samma sätt som nejonögon och kvalificerar sig därmed som opportunistiska parasitoider - åtminstone under vissa omständigheter.
Den falska putsarfisken erbjuder ett märkligt svårklassificerat fall av parasitism. Den parasiterar på förhållandet mellan vissa putsarfiskar och deras "klienter" mer än vad den parasiterar på endera parten i förhållandet. Den liknar en putsarfisk och tas för en sådan, men, i stället för att plocka åt sig parasiter eller döda fjäll, nafsar den åt sig vad den kommer åt. Klienterna reagerar ofta våldsamt och litar sedan inte på putsarfiskar, vare sig de är "äkta" eller "falska". Genom våldsamheten och den fördärvliga effekten på en gynnsam relation, antyds såväl parasitoidalitet som parasitism.
En annan form av parasitism som kan närma sig parasitoidalitet förekommer hos Perissodini, ciklider från Tanganyikasjön. De sju arterna i släktena Perissodus, Plecodus och Xenochromis är specialiserade på att äta fjäll från andra fiskar. Deras tänder visar olika grad av anpassning till att norpa åt sig skinnbitar med vidhängande fjäll, och sådana bitar av skinn och fjäll utgör huvuddelen av deras maginnehåll. Åtminstone några av arterna har också beteendeanpassningar för att kunna närma sig potentiella värdar. Deras käkar uppvisar också anpassningar till att hugga i sidled när de passerar ett offer eftersom käken är asymmetrisk och det pågår en kontinuerlig selektion av asymmetrin eftersom de angripna fiskarna är mera vaksamma på angrepp från den sida de attackerats från tidigare.
Ett sådant levnadssätt påminner om cigarrhajar av släktet Isistius som hugger ut cirkulära stycken ur skinnet på valar och stora fiskar. Isistius-arterna har betraktats som till viss del ektoparasitiska, men de blir ibland värden övermäktiga så att denne avlider, vilket åtminstone definitionsmässigt är parasitoidalt.
Candirun och andra närbesläktade fiskar i familjen Trichomycteridae (underfamiljerna Vandelliinae och Stegophilinae) uppvisar ovanliga exempel på parasitism, och stundom parasitoidalitet, bland ryggradsdjuren. De flesta populära redogörelser fixerar sig vid att candirun möjligen kan tränga in i människans urinrör och andra öppningar, men de har mycket varierande vanor. Vissa gräver sig delvis in i köttet på större fiskar, uppenbarligen snarare för skydd och transport, än för födans skull. Åtminstone vissa lever på blod och tar sig in i gälhålorna på större fiskar och suger blod från gälarna. Åtminstone när större fiskar hålls tjudrade där det finns gott om parasiter kan värdarna dö. Denna effekt är möjligen en parallell till fallen med mjuka fästingar på värdar som inte undviker de sandfläckar där de samlas.
Bland fåglarna är den bäst kända typen boparasitismen som förekommer hos arter av gökar, honungsgökar, kostarar, änkor med flera. De kan betraktas som parasitoider eftersom de i många fall leder till att värdens egna ungar svälter ihjäl, om de inte rentav knuffas ur boet, och flera arter avlägsnar värdens ägg (ibland genom att äta upp dem) när de lägger sina egna. Vissa "gökungar" har också en krok på näbben (som försvinner innan fågeln blir flygg) för att kunna attackera värdens ungar och ägg.